# الكسندر ويلسون (سياسي أمريكي)
الكسندر ويلسون (بالإنجليزية: Alexander Wilson)‏ هو محامي وقاضي وسياسي أمريكي، ولد في 1832، وتوفي في 4 مارس 1888.